# Sesnando Davides
Sesnando Davides ou Sisnando Davidiz ou Sisnando Davídez de Coimbra (Tentúgal, Coimbra, Portugal, 25 de agosto de 1091), filho de David e de Susana, foi um moçárabe da Península Ibérica, onde foi dono das terras na zona de Coimbra e governador desta mesma cidade.

## Biografia
Tendo sido educado em Córdova, foi companheiro de Rodrigo Díaz de Vivar, o famoso El Cid, o Campeador, tendo chegado a exercer altas funções na corte de Sevilha.
Teria sido ele quem convenceu o rei Fernando I de Leão o Magno, conde de Castela e rei de Leão a reconquistar Coimbra, acontecimento ocorrido em 27 de dezembro de 1064, cidade erigida em sede do condado coimbrão cujo governo lhe foi concedido por este soberano, possivelmente devido aos serviços prestados ao rei, visto que esteve presente no conflito armado, sendo chamado nos documentos por cônsul ou alvazil.
Assim foi dono de extensos territórios na zona coimbrã, podendo exemplificar-se com os latifúndios dos nossos dias. Foi dententor do título de 2.º Senhor de Coimbra.
Sisnando manteve os seus domínios que estendeu por todo o vale do rio Mondego, mantendo, graças à sua origem moçárabe, a paz com as taifas muçulmanas mais a Sul.
Foi o responsável pela construção ou reconstrução de diversos castelos entre os quais se destacam o de Castelo de Coimbra, o Castelo da Lousã, o Castelo de Montemor-o-Velho, o Castelo de Penacova e o Castelo de Penela.
Manteve-se tanto quanto possível sempre separado da influência do Condado Portucalense, tal como se procurou manter desligado das casas nobres de norte de Portugal.
Tendo governado até cerca de 1091, foi o responsável não apenas pela pacificação e defesa do território, mas principalmente pela sua reorganização, tornando Coimbra um centro florescente, onde a cultura moçárabe viria a conhecer o seu canto de cisne.
O seu túmulo pode ser visitado na Sé Velha de Coimbra.

## Matrimónio e descendência
Casou com Loba Nunes, cognomento Aurovelido, filha de Nuno Mendes, o derradeiro conde de Portucale descendente da família de Vímara Peres, e de Goncina, de quem teve a:
- Elvira Sisnandes,[7] a esposa de Martim ou Martinho Moniz,[8] da família de Riba Douro, filho de Munio Fromariques e Elvira Gondesendes, que sucedeu a seu sogro Sesnando no governo do condado de Coimbra. Também foi governador de Arouca em 1094, e talvez de Lamego. Martim esteve em Valência na corte de El Cid e em 1111 na corte do Afonso I de Aragão contra a rainha Urraca de Leão.[9][10][1]